# Лаконикос
Лаконико́с, Лако́нский зали́в (греч. Λακωνικός κολπός) — самый южный залив Пелопоннеса, материковой Греции и всей Европы. Через воды залива проходит большое число судов из западного Средиземноморья в порты восточного Средиземноморья и Чёрного моря и обратно, а также из Адриатического моря в сторону Суэцкого канала и обратно.

## География
Залив Лаконикос простирается с севера на юг, между мысом Малией на полуострове Элосе на востоке и мысом Тенарон на полуострове Мани на западе Лаконии. На оконечностях полуостровов расположены маяки. Ширина залива у входа — 37 километров, длина залива от места входа в залив до пляжа на побережье Лаконии — 41 километр, глубина до 1150 метров, величина полусуточных приливов — 0,3 метра. В залив впадает река Эвротас, берущая своё начало в горах центрального Пелопоннеса и протекающая по равнине Лаконии.
В заливе расположено несколько небольших островов, среди которых Элафонисос, Краная, Триниса (Τρίνησα) и Катергаки (Κατεργάκι).
Главными портами на побережье залива являются Йитион, Неаполис, Архангелос, Порто-Кайо, Плитра, Элея (Ελαία), Котронас (Κότρωνας) и Скутарион. Побережье залива имеет разнообразные формы с множеством бухт и заливов.
Большинство песчаных пляжей расположено на северном побережье. Кроме этого есть небольшие пляжи, в том числе городской пляж Йитиона, побережье Селиницы, расположенное к северу от Йитиона, пляж Мавровуни (Μαυροβούνι), пляж Котронас, который расположен около региональной дороги, которая связывает Порто-Кайо, Еролимин (Γερολιμήν), Ареополис и Йитион.